# Guangjia
Guangjia (chiń. trad. 廣甲; pinyin Guǎngjiǎ; Wade-Giles Kuang-chia) – chińska korweta parowa z końca XIX wieku, która zatonęła po bitwie u ujścia rzeki Jalu.

## Konstrukcja
Zbudowana kosztem 220 tys. taeli w stoczni w Fuzhou jako rozwinięcie wcześniejszego typu „Weiyuan". Posiadała mieszaną konstrukcję (stalowy szkielet z drewnianym poszyciem) i prawdopodobnie opancerzone kazamaty dział. Napęd był także mieszany, z jedną maszyną parową uzupełnioną ożaglowaniem typu trójmasztowej fregaty. Ze względu na swoją konstrukcję i zadania (głównie patrolowe) klasyfikowana bywa jako krążownik, korweta lub okręt łącznikowy.
Nie jest jasne uzbrojenie okrętu: mogły być to odtylcowe działa Kruppa kalibru 150 mm (jedno na dziobie) i 120 mm (cztery, na burtach) lub trzy 150 mm i  cztery 120 mm. F.T. Jane podaje 3x120 mm podczas bitwy pod Yalu. Wspominane jest też 6 lekkich działek 37 mm (w ustawieniu 2xI, co prawdopodobnie oznacza dwa trójlufowe działka Hotchkissa).

## Służba
Zbudowana pierwotnie dla flotylli kantońskiej, przed 1892 trafiła do floty Beiyang; w przededniu wojny chińsko-japońskiej jej dowódcą był kantończyk Wu Jingrong; okręt został włączony do głównych sił floty Beiyang w miejsce lepiej opancerzonego, lecz zbyt wolnego pancernika Pingyuan. Gdy 17 września floty chińska i japońska starły się u ujścia rzeki Jalu „Guangjia” zajmowała, wraz z krążownikiem „Jiyuan”, skrajną pozycję na lewym skrzydle. Oba okręty uciekły z pola walki na samym początku bitwy. Krążownik dotarł do Port Artura, ale korweta wpadła na skały u wejścia do zatoki Dalian i została następnego dnia zniszczona przez Japończyków lub wysadzona przez własną załogę wobec zbliżania się sił wroga. W bitwie okręt stracił 2 rannych członków załogi.